# Bathykles (Bildhauer)

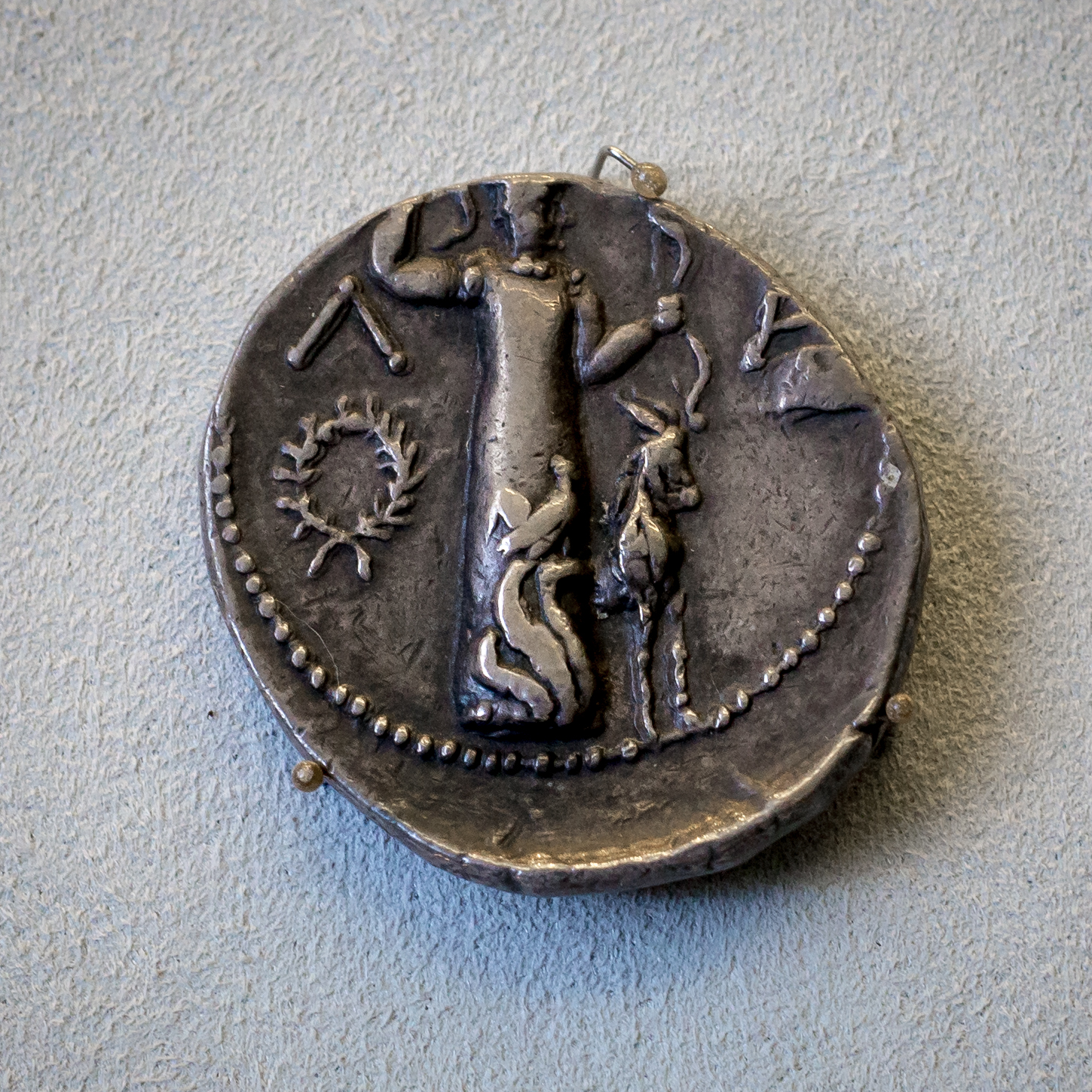
Römische Münze, anhand welcher sich die Form der Statue des Apollo erahnen lässt

Bathykles war ein griechischer Architekt und Bildhauer aus Magnesia, der im 6. Jahrhundert v. Chr. tätig war.
Bathykles schuf den Amykläischen Thron, auch Thron des Apoll genannt, der bei Amyklai in der Nähe von Sparta stand und dessen Reste gegen Ende des 19. Jahrhunderts ausgegraben wurden. 
Der Thron wurde auf dem mythischen Grabhügel von Hyakinthos im 6. Jahrhundert v. Chr. errichtet und diente als Sockel für die Apollostatue. Er glich dem Aufbau einer Plattform und besaß neben Säulengängen auch kunstvolle Relieffelder und viele Statuen von Horen und Chariten. 